# Telearzt
Der Telearzt (auch „Tele-Arzt“) ist ein Arzt, der seine medizinische Leistung mit Hilfe moderner Kommunikationsmedien erbringt und über diese mit dem Patienten in Kontakt steht (siehe auch Telemedizin).
Genauso wie sein ärztlicher Kollege im Krankenhaus oder in der niedergelassenen Praxis beschäftigt sich der Telearzt mit Fragen rund um die Themenkreise Vorsorge (Prophylaxe), Diagnose und Therapie. In allgemeiner Form werden dem Patienten u. a. Informationen zu Erkrankungen, Behandlungsverfahren, Wirkweisen von Medikamenten, Heil- und Kostenpläne oder alternative Therapien gegeben.
Der Telearzt ist nicht zu verwechseln mit dem gängigen „Fernseh-Teledoktor“, also einem als Fernsehjournalist auftretenden Arzt.

## Entstehung
Die Entstehung teleärztlicher Kommunikation ist ein Phänomen des 21. Jahrhunderts und eng verbunden mit den sich in den neunziger Jahren entwickelnden neuen Technologien. Der gesellschaftliche Wunsch ständiger Erreichbarkeit, schneller schriftlicher Kommunikation und ubiquitären Wissenszugang schuf die Voraussetzung für die allumfassende Verwendung von Internet, E-Mail, SMS und MMS. Die moderne Wissensgesellschaft verlangt nach dem informierten Patienten und der Patient sieht sich einer multimedialen Informationsflut zu Gesundheitsthemen gegenüber. Deutsche Krankenkassen befürworten das aktive Begleiten der eigenen Krankheit. Der moderne Patient hat heute wesentlich häufiger mehr Informationen zu seiner Erkrankung oder eine Zweitmeinung als noch vor 20 Jahren, ohne jedoch räumliche und zeitliche Einschränkungen in Kauf nehmen zu müssen. So lassen sich seit wenigen Jahren fast in allen Teilen der Welt teleärztliche Wissensdaten und -kommunikation schnell, ohne auf ein stationäres Netz angewiesen zu sein und rund um die Uhr per Telefon oder PC austauschen. Es besteht so z. B. die Möglichkeit, medizinische Daten, wie Befunde und Röntgenbilder oder Kostenpläne elektronisch auszutauschen oder über das Telefon eine medizinische Beratung zu erhalten. Immer mehr Krankenkassen bieten ihren Versicherten den Service einer solchen medizinischen Hotline an. Vorreiter in Deutschland war hierbei eine Arbeitsgruppe von 27 Betriebskrankenkassen unter der Führung des Landesverbandes Nord der Betriebskrankenkassen (Hamburg) in Zusammenarbeit mit der Ärztekammer Hamburg und dem medizinischen Dienstleister MD Medicus aus Ludwigshafen, die am 1. Februar 1998 den „Infomed Gesundheitswegweiser“ etablierten. Dieser Dienst, bei dem rund um die Uhr Ärzte und medizinisches Fachpersonal für die Versicherten zur Verfügung steht, war anfänglich nur auf Hamburg beschränkt und wurde ab August 1998 – auf Grund der positiven Resonanz – dann bundesweit geöffnet.

## Qualifikation
Die teleärztliche Tätigkeit setzt neben dem Arztberuf umfangreiche praktische Kenntnisse mit modernen Kommunikationsmedien voraus. Zur qualifizierten Information eines Patienten bedarf es langjähriger ambulanter oder stationärer Erfahrungen sowie dem Wissen um den neusten Stand der Medizin – häufig unterstützt durch sehr komplexe Wissensdatenbanken.
Die wichtigsten Herausforderungen an den Telearzt sind:
- die korrekte Zuordnung der vom Patienten in der Regel subjektiv und als Laie vorgetragenen Symptomatik.
- Das sehr breite, hoch aktuelle medizinische Wissen ohne dabei einen Mangel an Wissenstiefe aufzuweisen
- Die laienverständliche und dennoch umfassende Erläuterung für den Patienten

Unerfahrene Ärzte scheitern an diesen Ansprüchen.
Der Medizinjournalist Martin U. Müller sprach sich im April 2020 dafür aus, eine Art Zusatzbezeichnung für Ärzte einzuführen, die telemedizinisch Patienten behandeln. Es erfordere besondere Fertigkeiten, aus der Ferne etwa bestimmte Erkrankungen zu diagnostizieren.

## Kritik
Es gibt Stimmen, die Bedenken an der Qualität der telemedizinischen Betreuung äußern und auch das Fehlen der „Menschlichen Komponente“ wird bei diesem ausschließlich indirekten Kontakt zwischen Arzt und Patient als Nachteil gesehen. Nach vorherrschender Meinung kann die Konsultation des Telearztes den Besuch in der Arztpraxis oder Klinik nicht ersetzen, sondern nur ergänzen.
Praktiker aus dem Bereich der medizinischen Telefonberatung betonen hingegen, das gerade durch die Distanz, welche durch das Telefon erzeugt wird, der Patient oft freier und offener über seine Erkrankung bzw. Symptome spricht und so der Arzt auch über das Telefon ein gutes Bild des Patienten erhält.

## Zukunftsaussichten
Gerade vor dem Hintergrund steigender Kosten im Gesundheitswesen wird die Bedeutung des Telearztes zunehmen. Auch aufgrund der technischen Entwicklung bei der Datenübertragung wird die Inanspruchnahme dieser Art der Arztkonsultation sicher steigen. In Deutschland entstand eine zunehmende Debatte um einen verstärkten Einsatz von Telemedizin im Rahmen der Krise rund um das neuartige Coronavirus. Die Kassenärztliche Bundesvereinigung berichtete, dass im März 2020 so viele Mediziner Videosprechstunden anböten, dass das Datenvolumen vielerorts kaum ausreiche.